# Hôtel de Reboul-Lambert
L’hôtel de Reboul-Lambert, dit aussi de Lagoy ou Vermond est un hôtel particulier situé 3-3bis rue Goyrand, ainsi que 40 rue Cardinale, à Aix-en-Provence, dans le département français des Bouches-du-Rhône.

## Situation
L'emplacement sur lequel l'hôtel est édifié se situe au cœur du quartier Mazarin, au centre d'un quadrilatère délimité par les rues Goyrand, du Quatre-Septembre, Cardinale et Joseph Cabassol.
Cet emplacement jouxte ceux de l'hôtel d'Olivary au nord-est, de l'hôtel de Valori au sud-est, qui ouvre sur la place des Quatre-Dauphins, et de l'hôtel de Tressemanes à l'ouest.

## Histoire
La construction et l'aménagement de l'hôtel s'échelonnent sur plusieurs années : 1684, puis 1700 et 1770.
Construit pour Henri de Reboul-Lambert, conseiller à la Cour des Comptes, l’hôtel passa au comte de Castellane Majastre avant la Révolution. En 1812, il sera acquis par Louis-Xavier de Meyran, marquis de Lagoy.
L'hôtel est classé monument historique en 1990. Les éléments protégés sont : le jardin, l'enclos, l'escalier, le sol et les décors intérieurs.

## Architecture
Comme ses voisins, l'hôtel de Tressemanes situé au n° 5 de la rue Goyrand et l'hôtel Barrigue de Montvalon au n° 7, l'entrée principale de l'hôtel est située au nord. L'orientation sud est réservée au jardin et aux communs, ouvrant sur la rue Cardinale.
Sa façade de style Louis XVI est sobre : elle comporte pilastres et chapiteaux de pierre en attente d'être sculptés.

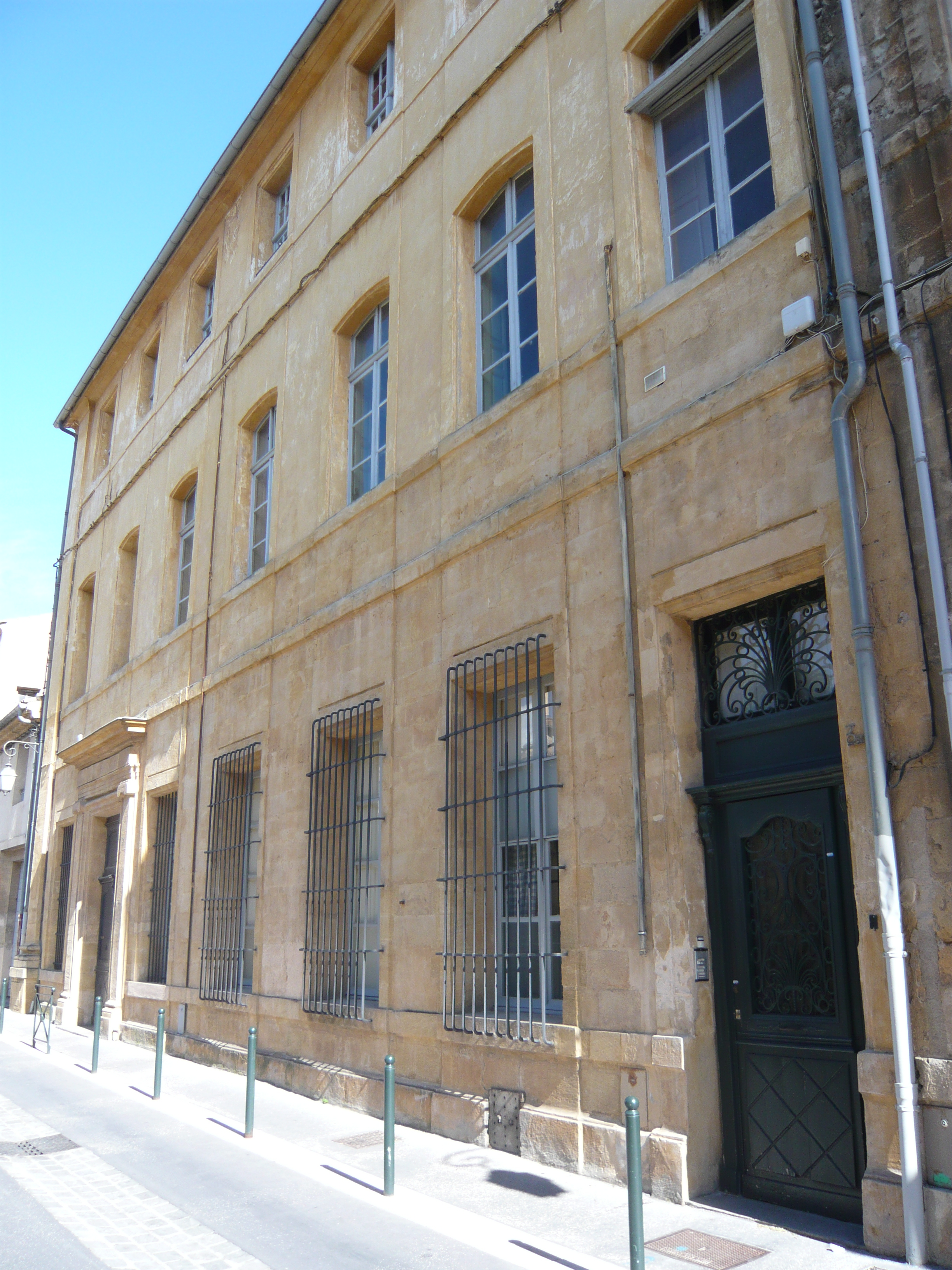
La Façade 3-3bis rue Goyrand.
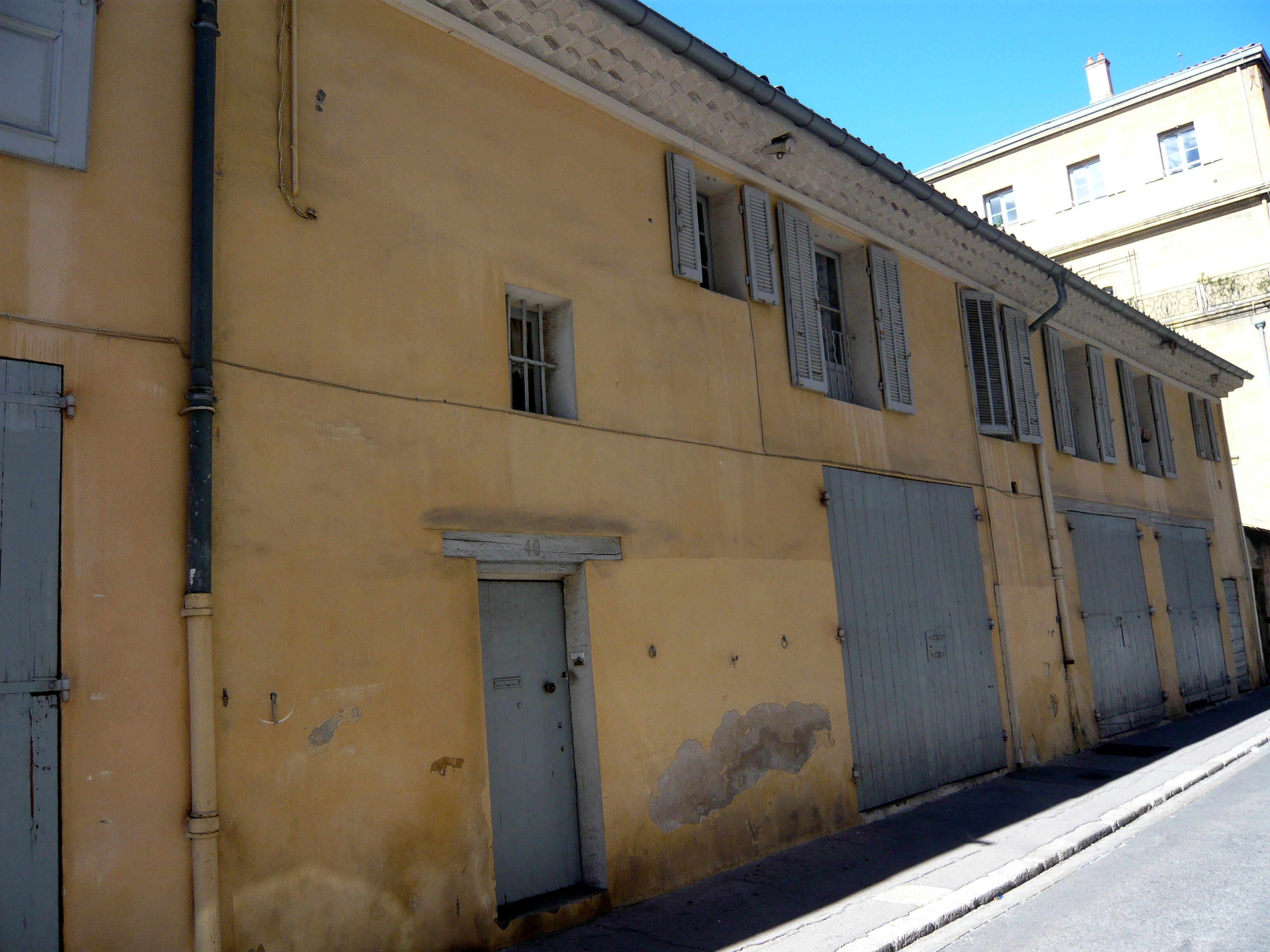
Les communs 40 rue Cardinale.